# Équipe du Zimbabwe de football
Cet article traite de l'équipe masculine. Pour l'équipe féminine, voir Équipe du Zimbabwe féminine de football.
Maillots
Actualités
L'équipe du Zimbabwe de football est constituée par une sélection des meilleurs joueurs zimbabwéens sous l'égide de la Fédération du Zimbabwe de football.

## Histoire

### Les débuts du Zimbabwe à 1994
Le premier match officiel du Zimbabwe fut joué le 14 juin 1950, à Salisbury (actuel Harare), contre l’Australie qui se solda par une défaite sur le score de 5 buts à 0, ce qui constitue une des plus larges défaites du Zimbabwe. Le Zimbabwe est un état indépendant depuis le 11 novembre 1965, sous le nom de Rhodésie du Sud vis-à-vis du Royaume-Uni. Il prend son nom actuel que dès le 17 avril 1980. La Fédération du Zimbabwe de football (Zimbabwe Football Association) est fondée en 1965. Elle est affiliée à la FIFA depuis 1965 et est membre de la Confédération africaine de football depuis 1980. Pour la Coupe du monde 1970, l’équipe du Zimbabwe de football (Zimbabwe national football team) est battue par l’Australie en qualifications. Pour la Coupe du monde de football 1982, elle est battue au tour préliminaire par le Cameroun. Le Zimbabwe a remporté la Coupe CECAFA des nations en 1985 (aux dépens du Kenya 2-0), finaliste à deux reprises en 1983 (battu par le Kenya (1-0)) et en 1987 (battu par l’Éthiopie (1-1 tab 5-4)). Pour la Coupe du monde de football 1986, elle est battue au tour préliminaire par l’Égypte. Une des plus larges défaites du Zimbabwe fut enregistrée à Abidjan, le 13 août 1989 contre la Côte d'Ivoire, qui se solda par un score de 5 buts à 0. Pour la Coupe du monde de football 1990, elle passe le 1er tour avec le forfait du Lesotho, mais termine dernière lors du tour final, derrière l’Algérie et la Côte d’Ivoire. La plus large victoire du Zimbabwe fut enregistrée à l’extérieur, à Gaborone, contre sa voisine, le Botswana, le 26 août 1990, qui se solda par un score de 7 buts à 0 pour les zimbabwéens.

### De 1994 à 2000
Pour la Coupe du monde de football 1994, l’équipe du Zimbabwe termine 1re au 1er tour devant l’Égypte, l’Angola et le Togo, puis au tour final, termine 2e derrière le Cameroun, devant la Guinée. Elle manque de peu la qualification pour la Coupe du monde 1994. Le Zaïre, à Kinshasa, le 4 juin 1995, bat largement le Zimbabwe 5 buts à 0, ce qui constitue une des plus larges défaites du Zimbabwe. Pour les éliminatoires de la Coupe du monde 1998, elle bat Madagascar au 1er tour, mais est battue au tour final par le Cameroun et l’Angola, devant le Togo. À la COSAFA Cup, l’équipe du Zimbabwe fut finaliste en 1998 (battue par la Zambie).

### L’apogée entre 2000 et 2006
Pour la Coupe du monde 2002, l’équipe du Zimbabwe est éliminée directement au tour final, se classant derrière l’Afrique du Sud, devant le Burkina Faso et le Malawi. À la CAN 2004, elle remporte au 1er tour une victoire contre l’Algérie (2-1, doublé de Joel Lupahla) et perd à deux reprises contre le Cameroun (3-5, doublé de Peter Ndlovu et but d’Esrom Nyandoro) et l’Égypte (1-2, but de Peter Ndlovu) et n’accède pas aux quarts de finale. Pour la Coupe du monde 2006, elle bat la Mauritanie au 1er tour, mais termine 3e sur 6, derrière l’Angola et le Nigeria, devant le Rwanda, l’Algérie et le Gabon. Cela lui permet de se qualifier pour la CAN 2006. À la CAN 2006, elle perd au 1er tour à deux reprises contre le Sénégal (0-2), contre le Nigeria (0-2) mais gagne pour l’honneur contre le Ghana (2-1, buts de Cephas Chimedza et de Benjani Mwaruwari). À la COSAFA Cup, l’équipe du Zimbabwe remporta à trois reprises en 2000 (bat en finale le Lesotho), en 2003 (bat en finale le Malawi (2-1, buts d’Albert Mbano et de Zvenyika Makonese)) et en 2005 (bat la Zambie en finale (1-0, but de Francis Chandida)), fut finaliste en 2001 (battu par l’Angola).

### Depuis 2006
L’équipe du Zimbabwe ne participa pas à la CAN 2008 car elle est battue par le Maroc, le seul qualifié du groupe. Pour la Coupe du monde de football 2010, elle débute au 2d tour, dans le groupe 2 (composé du Kenya, de la Namibie et la Guinée). Elle peut encore se qualifier mais n’a plus son destin en main. Elle a peu de probabilités de se qualifier pour la CAN 2010. Elle ne réussit pas à se qualifier ni pour la CAN 2010, ni pour la première Coupe du monde en Afrique, terminant 3e de son groupe au second tour.

## Palmarès

### Classement FIFA
| Année              | 1993 | 1994 | 1995 | 1996 | 1997 | 1998 | 1999 | 2000 | 2001 | 2002 | 2003 | 2004 | 2005 | 2006 | 2007 | 2008 | 2009 | 2010 | 2011 | 2012 | 2013 | 2014 | 2015 | 2016 | 2017 | 2018 |
| ------------------ | ---- | ---- | ---- | ---- | ---- | ---- | ---- | ---- | ---- | ---- | ---- | ---- | ---- | ---- | ---- | ---- | ---- | ---- | ---- | ---- | ---- | ---- | ---- | ---- | ---- | ---- |
| Classement mondial | 46   | 51   | 59   | 71   | 74   | 74   | 67   | 68   | 68   | 57   | 53   | 60   | 53   | 76   | 87   | 97   | 109  | 118  | 98   | 101  | 107  | 108  | 110  | 102  | 103  | 114  |

### Parcours enCoupe du monde
| Année | Position      |      | Année         | Position |                        | Année | Position |
| 1930  | Non inscrite  | 1974 | Non inscrite  | 2010     | Non qualifiée          |       |          |
| 1934  | Non inscrite  | 1978 | Non inscrite  | 2014     | Non qualifiée          |       |          |
| 1938  | Non inscrite  | 1982 | Non qualifiée | 2018     | Exclue par la FIFA     |       |          |
| 1950  | Non inscrite  | 1986 | Non qualifiée | 2022     | Non qualifiée          |       |          |
| 1954  | Non inscrite  | 1990 | Non qualifiée | 2026     | Éliminatoires en cours |       |          |
| 1958  | Non inscrite  | 1994 | Non qualifiée | 2030     | À venir                |       |          |
| 1962  | Non inscrite  | 1998 | Non qualifiée | 2034     | À venir                |       |          |
| 1966  | Non inscrite  | 2002 | Non qualifiée |          |                        |       |          |
| 1970  | Non qualifiée | 2006 | Non qualifiée |          |                        |       |          |

### Parcours enCoupe d'Afrique
| Année | Position     |      | Année             | Position |                   | Année | Position |
| 1957  | Non inscrite | 1982 | Tour préliminaire | 2006     | 1er tour          |       |          |
| 1959  | Non inscrite | 1984 | Tour préliminaire | 2008     | Tour préliminaire |       |          |
| 1962  | Non inscrite | 1986 | Tour préliminaire | 2010     | Tour préliminaire |       |          |
| 1963  | Non inscrite | 1988 | Tour préliminaire | 2012     | Tour préliminaire |       |          |
| 1965  | Non inscrite | 1990 | Tour préliminaire | 2013     | Tour préliminaire |       |          |
| 1968  | Non inscrite | 1992 | Tour préliminaire | 2015     | Tour préliminaire |       |          |
| 1970  | Non inscrite | 1994 | Tour préliminaire | 2017     | 1er tour          |       |          |
| 1972  | Non inscrite | 1996 | Tour préliminaire | 2019     | 1er tour          |       |          |
| 1974  | Non inscrite | 1998 | Tour préliminaire | 2021     | 1er tour          |       |          |
| 1976  | Non inscrite | 2000 | Tour préliminaire | 2023     | Disqualifié       |       |          |
| 1978  | Non inscrite | 2002 | Tour préliminaire | 2025     | À venir           |       |          |
| 1980  | Non inscrite | 2004 | 1er tour          | 2027     | À venir           |       |          |

### Parcours enCoupe COSAFA
- 1997 : Tour de qualification
- 1998 :  Deuxième
- 1999 : Quart de finale
- 2000 :  Vainqueur
- 2001 :  Finaliste
- 2002 : Quart de finale
- 2003 :  Vainqueur
- 2004 : Demi-finale
- 2005 :  Vainqueur
- 2006 : Demi-finale
- 2007 : Tour de qualification
- 2008 : Quart de finale
- 2009 :  Vainqueur
- 2013 :  Finaliste
- 2015 : Premier tour
- 2016 : Premier tour
- 2017 :  Vainqueur
- 2018 :  Vainqueur
- 2019 :  Troisième

## Personnalités

### Principaux joueurs
- Takesure Chinyama
- Dickson Choto
- Bruce Grobbelaar
- Norman Mapeza
- Benjamin « Benjani » Mwaruwari
- Peter Ndlovu
- Joseph Ngwenya (en)
- Esrom Nyandoro
- Harlington Shereni
- Vitalis « Digital » Takawira
- Kennedy Nagoli

### Liste des sélectionneurs
- 1965–1969 : Danny McLennan
- 1988–1992 : Ben Koufie
- 1992–1995 : Reinhard Fabisch
- 1995–1996 : Rudi Gutendorf
- 1996–1997 : Ian Porterfield
- 1997 : Bruce Grobbelaar
- 1997–1998 : Roy Barreto
- 1998 : Bruce Grobbelaar
- 1998–2000 : Clemens Westerhof
- 2000–2002 : Sunday "Marimo" Chidzambwa
- 2002 : Wiesław Grabowski
- 2003–2004 : Sunday "Marimo" Chidzambwa
- 2004 : Rahman Gumbo
- 2004–07 : Charles Mhlauri
- 2007 : Sunday "Marimo" Chidzambwa
- 2007 : Norman Mapeza
- 2008 : José Claudinei "Valinhos"
- 2008–2010 : Sunday "Marimo" Chidzambwa
- 2010 : Norman Mapeza
- 2010 : Tom Saintfiet
- 2010–2011 : Madinda Ndlovu
- 2011–12 : Norman Mapeza
- 2012 : Rahman Gumbo
- 2012–2013 : Klaus Dieter Pagels Pagels
- juil. 2013–août 2014 : Ian Gorowa
- déc. 2015-déc. 2017 : Callisto Pasuwa
- déc. 2017-août 2019 : Sunday Chidzambwa
- août 2019-jan. 2020 : Joey Antipas (intérim)
- jan. 2020-sep. 2021 : Zdravko Logarusić
- sep. 2021-sep. 2023 : Norman Mapeza
- sep. 2023-juil. 2024 :  Baltemar Brito
- depuis juil. 2024 :  Michael Nees